# Antonov An-178
El Antonov An-178 (en ucraniano: Антонов АH-178) es un avión de transporte militar de corto alcance y altitud media, desarrollado y fabricado de la compañía ANTONOV. El An-178 es una actualización integral de los aviones regionales An-148 y An-158 con certificación internacional.
Fue presentado el 16 de abril de 2015. El primer vuelo tuvo lugar el 7 de mayo del mismo año.
Como parte de su programa de pruebas de vuelo en 2016, el An-178 completó con éxito las pruebas de certificación en altos ángulos de ataque (HAA), incluidas pruebas en pérdida a diferentes alturas y con diferentes posiciones de extensión de los flaps y del tren de aterrizaje. 
A día de hoy, el An-178 ha realizado más de doscientos vuelos.
Expertos ucranianos estiman un mercado para el An-178 de aproximadamente 800 aviones en los próximos 10 a 12 años.
La familia Antonov produce desde hace mucho tiempo y continuamente aviones de transporte militar. Los aviones de Antonov abarcan desde el robusto biplano An-2, pasando por el avión de reconocimiento An-28 hasta los masivos aviones de transporte estratégicos An-124 Ruslan y An-225 Mriya (este último es el avión más pesado del mundo). Antonov ha fabricado aproximadamente un total de 22,000 aviones.

## Diseño y desarrollo

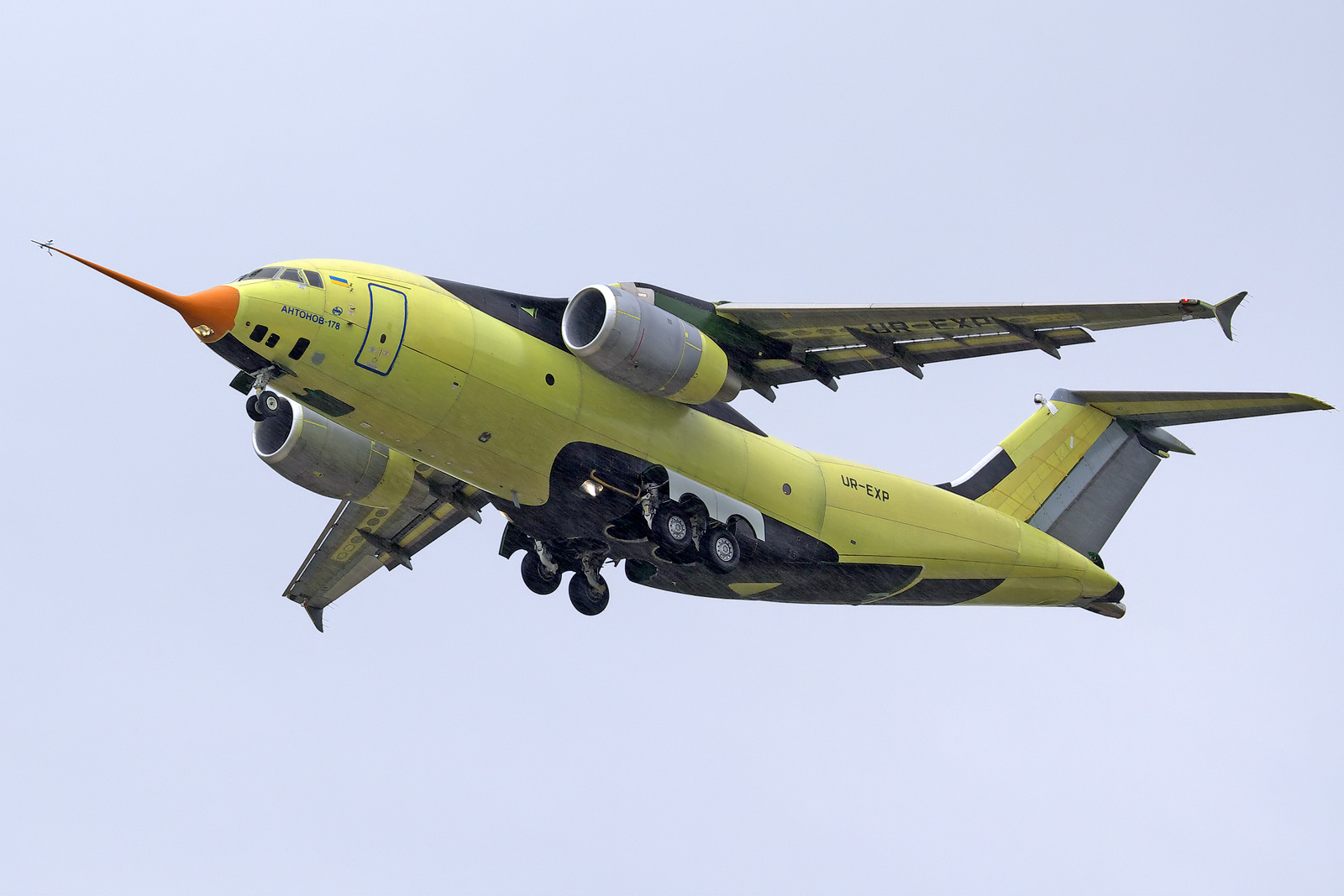
Prototipo del Antonov An-178 en vuelo

El AN-178 tiene que reemplazar los transportes AN-12 de la anterior generación en el mercado. El fuselaje del AN-178 y el equipo a bordo están unificados al 50-60% con los aviones AN-148 y AN-158. Los motores a reacción D-436-148FM instalados en el AN-178 son el desarrollo posterior de la planta de energía utilizada en el AN-148 y el AN-158. El AN-178 con una puerta de carga y una rampa en la sección de cola está destinado al transporte de personal, entrega de armamento y vehículos militares ligeros, al transporte de bienes materiales, correo y otras cargas a granel, en contenedores y paletizados. La máxima carga útil es de 18 toneladas. En situaciones de emergencia, el AN-178 puede evacuar a civiles de las zonas de desastre, a las víctimas en camillas estándar y lanzar equipos de rescate en paracaidistas.

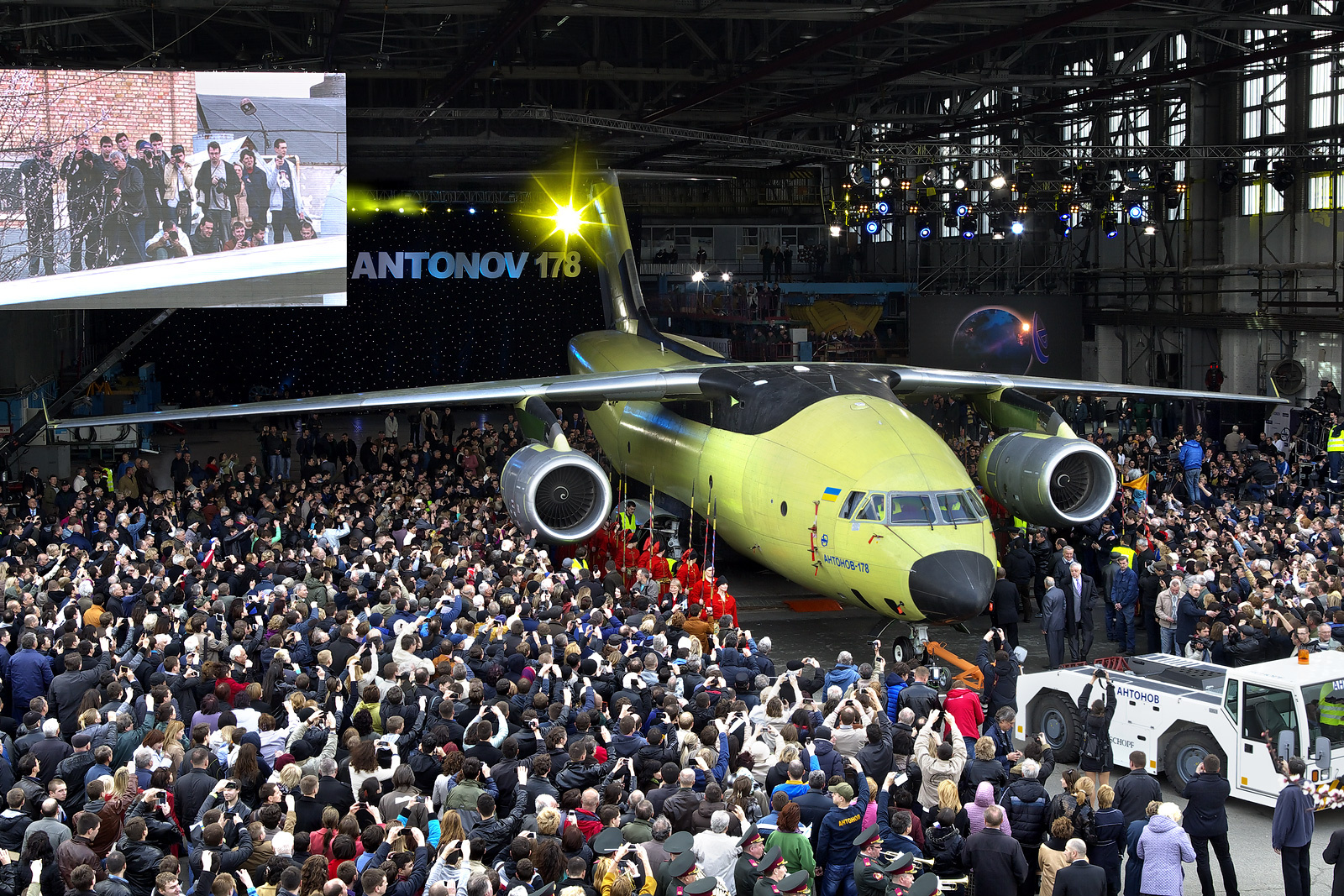

El avión AN-178 se puede operar desde / hacia ambas pistas sin pavimentar y aquellas con pavimento artificial. El avión permite volar de día y de noche en condiciones meteorológicas normales y adversas operando desde aeropuertos ubicados en latitudes geográficas de entre 73° norte y 55° sur. 
El An-178 es un avión de transporte de alas moderadamente en flecha, aletas y cola en forma de T. El fuselaje está hecho de aleaciones de aluminio y materiales compuestos. El fuselaje es semi-monocasco con una sección transversal circular. El tren de aterrizaje retráctil consta de dos ruedas principales y una rueda de morro doble. El sistema de control de vuelo es un sistema doble dúplex fly-by-wire, que consta de dos partes: FCS-A y FCS-B, cada una de las cuales es responsable de dos canales de control. Las superficies de control de vuelo incluyen alerones cerca de las puntas de las alas, cuatro aerofrenos de control, seis aerofrenos de elevación / descarga / freno de velocidad, un timón y elevadores, con un sistema de emergencia de cable mecánico de repuesto.

## Prueba de vuelo
Como parte de su programa de pruebas de vuelo en 2016, el An-178 completó con éxito las pruebas de certificación en altos ángulos de ataque (HAA), incluidas pruebas en pérdida a diferentes alturas y con diferentes posiciones de extensión de los flaps y del tren de aterrizaje.
Durante el tercer y cuarto trimestre de 2016 y el primer trimestre de 2017, el An-178 se probó con éxito con respecto a la carga / descarga de varios tipos de carga. En las pruebas de 2016 se utilizaron tres vehículos М1097А2 militares HMMWV (High Mobility Multipurpose Wheeled Vehicle) y, en febrero de 2017, se enviaron contenedores y paletas. Las pruebas confirmaron el cumplimiento de las especificaciones en términos de carga / descarga, entrada / salida del vehículo y disposición / fijación de contenedores y palets.
Actualmente, el An-178 ha realizado más de doscientos vuelos. Los preparativos para la producción del An-178 comenzaron a mediados de 2016 en Antonov.

## Modificaciones
El transporte AN-178 se considera como una plataforma para el desarrollo de toda la gama de modificaciones para fines civiles y militares.
1. aviones de transporte militar
2. aviones de transporte civil
3. SAR
4. aviones de asistencia médica
5. aviones para situaciones de emergencia determinadas

## Concepción y misiones
AN-178 se ha concebido para cumplir las siguientes tareas principales:
- Transporte de carga de tipo civil, IATA y contenedores y pellets marítimos, vehículos de ingeniería en rutas regulares y chárter;
- Participación en misiones especiales y humanitarias;
- Transporte médico vía aérea de personas enfermas y/o heridas;
- Transporte de tropas con vehículos ligeros y armamentos;
- Lanzamiento aéreo de paracaidistas, vehículos, cargas y artículos de mantenimiento.

## Especificaciones
Características generales:
• Tripulación: 2 miembros

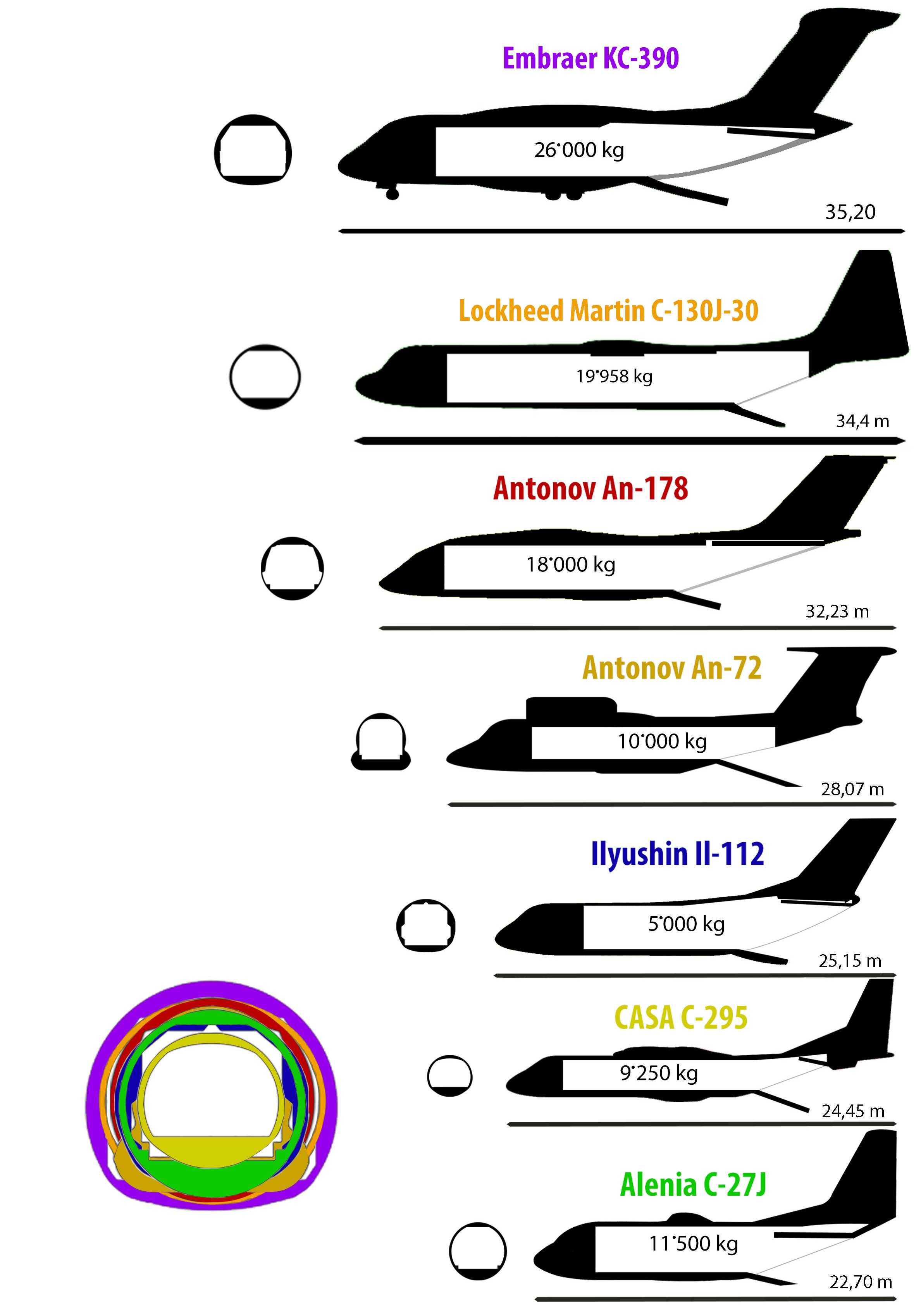
Comparación de aviones de transporte medio

• Capacidad: 90-100 tropas / 70-86 paracaidistas / 48 heridos en camillas + 15 en los asientos / 8 módulos médicos y 12 asistentes
• Longitud: 32,23 m
• Envergadura: 30,57 m
• Altura: 9.65 m
• Peso máximo de despegue (variante estándar): 51,000 kg
• Carga útil máxima: 18,000 kg.
• Capacidad de combustible utilizable: 14,650 kg.
• Planta de energía: Motores: 2 x D 436-148FM (16 534 lbf cada uno); Tipo APU: TA 18-100
Rendimiento:
• Velocidad de crucero: 825 km / h
• Altitud de vuelo: 12 200 m
• Altura de la cabina: 2300 m
• Ferry de vuelo: 5000 km
• Rango de vuelo: 10 t - 3680 km / 15 t - 1385 km / 16 t - 1260 km / 18 t - 1000 km
Cabina de carga
La característica única del AN-178 es la capacidad de transportar todos los tipos de cargas empaquetadas existentes (en contenedores y paletizados), incluidos los contenedores 1C de alta capacidad (contenedores marítimos) con tamaños laterales de 2.44x2.44 m. Esto lo convierte en un transporte indispensable para proporcionar apoyo logístico en operaciones comerciales y en operaciones en situaciones de emergencia.
Variantes de carga
• Carga de palés y contenedores por máquina de manipulación.
• Carga por carretilla elevadora
• Carga del motor turborreactor mediante equipo de manejo superior (opcional), máx. carga hasta 8 t
Transporte de contenedores y palés.
• Cuatro paletas de 88 ″ × 125 ″ y una paleta de 88 ″ × 108 ″ en la rampa de carga
• Cinco paletas de 88 ″ × 108 ″
• Dos contenedores 1C
• Carga a granel bajo una red
Transporte de vehículos autopropulsados
·       EAGLE IV 4×4 + SHERPA 2 4×4
·       M113A-3 + GAZ 66
·       KMV F2
·       HMMWV M1165A1, M1167A1, M1152A1
·       HMMWV M1165A1 + 3 Fantones
·       BARS 8 AND BARS 6

## Historia operativa
El avión hizo su debut en la exhibición aérea de París en 2015. Posteriormente, también participó en DefExpo-2016 (India), ILA Berlín Air Show-2016 (Alemania), Farnborough Air Show 2018 (Gran Bretaña) y Eurasia-2018 (Turquía).
El 17 de diciembre de 2015, SE Antonov y Taqnia Aeronautics (Arabia Saudita) firmaron un " Memorandum of Understanding ", según el cual está previsto el suministro de 30 unidades de aviones multipropósito An-178 a las Fuerzas Aéreas Reales de Arabia Saudita.
El 6 de junio de 2016, se informó sobre la contratación para la compra de 10 unidades de aviones An-178 por parte de Azerbaiyán. El valor del contrato y el monto del prepago no fueron revelados.
El 8 de octubre de 2019, durante la exhibición internacional especializada "Armas y Seguridad-2019", el ministro de Interior, Arsen Avakov, anunció que el contrato había sido firmado para la compra de 13 unidades de aviones An-178 (9 para el Servicio de Emergencia del Estado de Ucrania y 4 para la Guardia Nacional de Ucrania).
En noviembre de 2019, empresa estatal ukraniana SpetsTechnoExport, que forma parte del interés Estatal "Ukroboronprom", completó el procedimiento para la firma de un contrato con el Ministerio del Interior de la República del Perú para el suministro de aviones AN-178 de transporte medio. La firma del acuerdo abrió el mercado latinoamericano para una nueva generación de aviones Antonov. La oferta de SpetsTechnoExport fue la mejor, superando a los competidores finales, incluidos el C27J de Leonardo (EE. UU.-Italia) y el CASA C-295 de Airbus (España). Para determinar la evaluación final, el cliente tuvo en cuenta las especificaciones de rendimiento de la aeronave, el tiempo de entrega, las garantías extendidas, la capacitación del personal, etc.
El contrato fue resuelto (anulado) el 17 de noviembre de 2022. La causa fue incumplimiemto en la entrega del Antonov An-178 que, de acuerdo al contrato, se había establecido para el 24 de octubre de 2021. El Ministerio del Interior aplico la cláusula 16.2 del contrato (por lo que se vio obligado a esperar por un año adicional a que se acumulara el máximo de penalidades) y el 16.5 debido a que Spetstecnoexport no cumplió con la presentación de garantías bancarias, por lo que el Perú no realizó ningún pago. Referencia: https://www.defensa.com/peru/adios-antonov-an-178-para-policia-nacional-peru

## Usuarios

### Futuros

#### Civiles
- Maximus Air - carta de intención[21]

- Silk Way Airlines - hizo un pedido en firme de 10 aviones en mayo de 2015[22]

#### Fuerzas armadas
- Ucrania - Fuerza Aérea de Ucrania
- Perú - Ministerio del Interior del Perú Contrato resuelto el 17 de noviembre de 2022 por incumplimiento de Spetstechnoexport.

### Desarrollos relacionados
- Antonov An-148

### Artículos similares
- Alenia C-27J Spartan
- EADS CASA C-295
- Embraer KC-390
- UAC/HAL Il-214
- Lockheed Martin C-130J Super Hercules